# Zeche Vereinigte Himmelskrone
Die Zeche Vereinigte Himmelskrone auf der Grenze zwischen Hattingen-Niederbonsfeld und Essen-Byfang ist ein ehemaliges Steinkohlenbergwerk. Die Zeche war auch unter den Namen Zeche Vereinigte Himmelscrone, Zeche Vereinigte Himmelscroner Erbstollen, Zeche Vereinigte Himmelskroner Erbstollen oder Zeche Vereinigte Himmelskrone & Erbstollen bekannt und ist aus der Konsolidation mehrerer eigenständiger Zechen entstanden.

## Bergwerksgeschichte
Im Jahr 1854 konsolidierten die Zechen Himmelscrone und Siegeswagen mit dem gemuteten Himmelskroner Erbstollen. Die Berechtsame umfasste bei der Konsolidation zwei Grubenfelder mit 13 Flözen. Bereits im 2. Halbjahr desselben Jahres wurde mit dem Abbau begonnen. Am 11. Dezember des Jahres 1855 wurde das Erbstollenrecht verliehen. Im Jahr 1856 war der Stollen in Betrieb, über den Stollen sollten die Flöze der Zeche Treue Freundschaft gelöst werden. Das Bergwerk gehörte zu diesem Zeitpunkt zum Bergamtsbezirk Essen. Im Jahr 1857 war das Bergwerk nachweislich in Betrieb. Im Jahr darauf wurde der Erbstollen weiter aufgefahren. Die Auffahrung diente der Lösung der Zeche Treue Freundschaft. Im Jahr 1859 wurde die Zeche an die Prinz Wilhelm Bahn angeschlossen. Die Ladebühnen der Zeche befanden sich direkt neben den Ladebühnen der Zeche Nachtigall. Im Jahr 1860 waren neun Bergleute auf der Zeche beschäftigt. Im Jahr 1861 wurden mit 16 Bergleuten 10.572 preußische Tonnen Steinkohle gefördert. Im Jahr 1862 wurde die Zeche Vereinigte Himmelskrone stillgelegt. Im Jahr 1864 wurde die Zeche Vereinigte Himmelskrone mit der Zeche Victoria zusammengelegt.

## Himmelscrone
Über die Zeche Himmelscrone in Hattingen Niederbonsfeld wird nur wenig berichtet. Am 3. Mai des Jahres 1846 wurde ein Längenfeld verliehen. Im September des Jahres 1847 wurde das Bergwerk in Betrieb genommen. Im selben Jahr wurde ein Stollen angesetzt und querschlägig vorgetrieben. Das Stollenmundloch befand sich westlich von Balkhausen am Deilbach. Im Jahr 1854 kam es zur Konsolidation zur Zeche Vereinigte Himmelskrone.

## Siegeswagen
Auch über die Zeche Siegeswagen in Essen-Kupferdreh wird nur sehr wenig berichtet. Am 15. Februar des Jahres 1830 wurde ein Längenfeld verliehen. Das Längenfeld befand sich zwischen der heutigen Kohlenstraße und Möllershus. Ob das Bergwerk in Betrieb war, ist nicht bekannt. Im Jahr 1854 kam es zur Konsolidation zur Zeche Vereinigte Himmelskrone.